# Sonny Boy (2011)

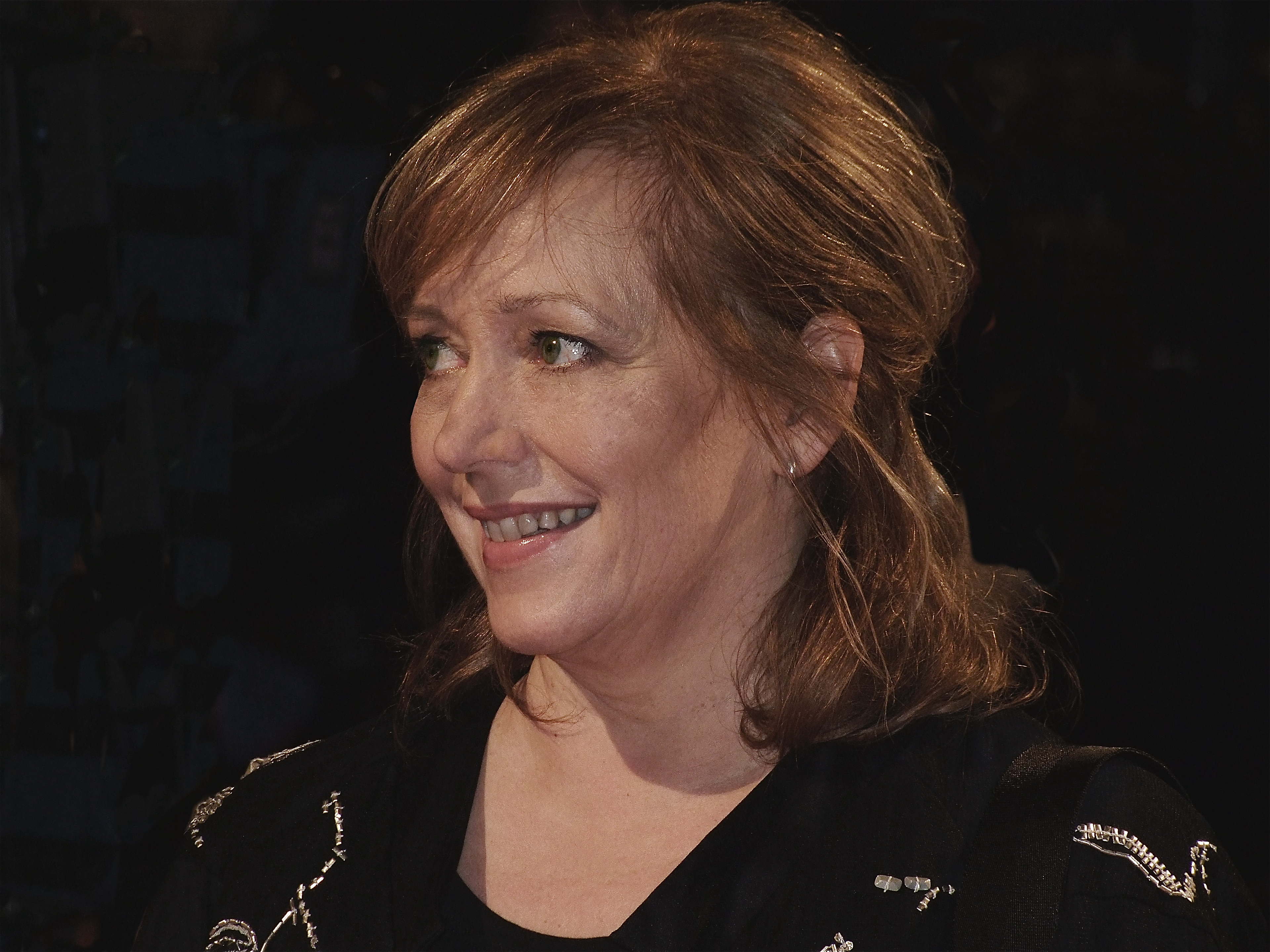
Regisseur Maria Peters tijdens de premiere.

Sonny Boy is een Nederlandse film van Maria Peters uit 2011, naar het gelijknamige boek van Annejet van der Zijl, gebaseerd op een waar gebeurd en uiterst zorgvuldig gereconstrueerd verhaal. De film werd geproduceerd door Shooting Star Filmcompany.

## Verhaal
In 1928 komt de 20 jarige Surinamer Waldemar in Nederland studeren. Zijn donkere huidskleur geeft bekijks en discriminatie. Hij gaat in Den Haag op kamers wonen bij Rika. Zij woont alleen sinds zij is gescheiden van haar strenggelovige man Willem, omdat Willem vreemdgaat met de huishoudster Jans. Ze heeft haar vier kinderen (Wim, Jan, Bertha en Henk) meegenomen.
Waldemar en de 17 jaar oudere Rika beginnen een relatie en Rika wordt zwanger. Ze vertelt niets aan Waldemar en gaat naar een vrouw toe voor een illegale abortus, maar bedenkt zich. Wanneer ze vier maanden zwanger is, vertelt ze dat aan Waldemar. Deze is boos dat ze hem al die tijd niets verteld heeft, en vertrekt. Wim en Jan lopen weg, naar Willem. Waldemar komt weer terug. Willem komt bij Rika langs om te vertellen dat hem een baan in Nederlands-Indië is aangeboden, en stelt haar voor om mee te gaan. Hij zal dan de baby accepteren als zijn eigen kind. Hij verandert van gedachte als blijkt dat de vader een donkere huidskleur heeft. Ook eist hij via de rechter Bertha en Henk op, met succes. Hij weigert een scheiding, zodat Rika niet kan hertrouwen met Waldemar.
Het kind is een jongen, ze noemen hem Waldy, met als bijnaam Sonny Boy. Vanwege Rika's buitenechtelijke relatie, en dan ook nog met een donkere Surinamer, zet de huisbaas de jonge familie het huis uit. Rika en Waldemar zwerven over straat met Waldy, maar ontmoeten de oudere Joodse man Sam, die ze onderdak biedt.
Met financiële steun van Sam beginnen Rika en Waldemar een pension in Scheveningen. Nederland wordt door de Duitsers bezet. Rika en Waldemar worden gedwongen onderdak te verlenen aan Duitse soldaten. Na verloop van tijd moeten Rika en Waldemar echter weg, omdat het gebied ontruimd wordt voor de Atlantikwall.
Omdat Rika opgeeft dat ze vijf kinderen heeft krijgen ze een groter huis toegewezen. Op verzoek van een jonge verzetsman (die ze in de kerk bij de biechtstoel heeft gesproken) laat Rika mensen onderduiken. Omdat de vergoeding voor Joden hoger is dan voor niet-Joodse Nederlanders kiest ze voor Joodse onderduikers. Later komt er een gedeserteerde SS'er bij. Eerst wordt Waldy niet ingelicht, maar later wel. Waldy kan goed opschieten met de ex-SS'er. Waldy ziet op straat dat Sam wordt weggevoerd, en is geschokt. Het onderduiken wordt ontdekt, en Waldemar, Rika, Waldy en de onderduikers worden gearresteerd. Waldy wordt vrijgelaten en gaat bij familie wonen. Dit blijkt niet veilig, want de Duitsers willen Waldemar en Rika bij verhoren onder druk zetten door Waldy opnieuw te arresteren. Hij wordt daarom ondergebracht bij een boer. Deze vraagt in de hongerwinter van mensen die langskomen kostbare sieraden in ruil voor voedsel. Waldy keurt dat af, maar de boer werpt tegen dat iedereen een graantje probeert mee te pikken. Zijn ouders Rika en Waldemar kregen ook betaald voor de onderduikers.
Rika komt om in concentratiekamp Ravensbrück. Waldemar wordt ook overgebracht naar een concentratiekamp, Neuengamme, maar dankzij zijn talenkennis mag hij in de postkamer werken. Zo ziet hij kans clandestien brieven te sturen aan Waldy. Na de dood van Hitler wordt hij op transport gesteld met het schip Cap Arcona. Dit wordt aangevallen door de geallieerden. Hij springt in zee, en zwemt naar de kust (hij kan goed zwemmen, in Suriname zwom hij al lange afstanden in de rivier), waarna hij door twee Duitse kindsoldaten alsnog wordt gedood.

## Rolverdeling
| Acteur             | Personage         | Opmerkingen |
| ------------------ | ----------------- | ----------- |
| Ricky Koole        | Rika van der Lans |             |
| Sergio Hasselbaink | Waldemar Nods     |             |
| Eliyha Altena      | Waldy             | 6 jaar      |
| Daniel van Wijk    | Waldy             | 11-15 jaar  |
| Micha Hulshof      | Marcel            |             |
| Wouter Zweers      | Gerard            |             |
| Marcel Hensema     | Willem            |             |
| Gaite Jansen       | Bertha            | 15-26 jaar  |
| Jaap Spijkers      | Tuinder           |             |
| Martijn Lakemeier  | Jan               | 20 jaar     |
| Frits Lambrechts   | Sam               |             |
| Raymond Spannet    | Huisbaas          |             |
| Joy Wielkens       | Hilda             |             |
| Thomas Cammaert    | Paul Vermeer      |             |
| Ko Zandvliet       | Wim               | 19 jaar     |

## Prijzen en nominaties
| jaar            | Festival | prijs        | categorie | genomineerde(n) | informatie                                 | uitslag  |
| --------------- | -------- | ------------ | --------- | --------------- | ------------------------------------------ | -------- |
| 4 februari 2011 | NFF      | Gouden Film  |           | Maria Peters    | Prijs bij meer dan 100.000 bezoekers       | Gewonnen |
| 8 april 2011    | NFF      | Platina Film |           | Maria Peters    | Prijs bij meer dan 400.000 bezoekers       | Gewonnen |
| 2011            |          | Platina DVD  |           |                 | Meer dan 100.000 verkochte dvd's/blu-ray's | Gewonnen |